# Chimera (film 2018)
Chimera (Braid) è un film del 2018 diretto da Mitzi Peirone.
Film horror statunitense, opera prima della regista italiana Mitzi Peirone.

## Trama
Tilda e Petula sono due ragazze che hanno deciso di spacciare droga per ottenere soldi facili senza doversi impegnare nello studio o in un lavoro onesto. Quando una retata della polizia le obbliga a scappare perdendo svariate dosi di droga, il criminale per cui lavorano pretende di riavere i soldi persi entro 48 ore pena la morte delle due spacciatrici. Le ragazze a questo punto hanno una sola opzione: raggiungere in treno la casa di un'amica d'infanzia molto ricca per derubarla. L'amica Daphne è tuttavia molto instabile mentalmente e pretende di coinvolgere nello stesso gioco che facevano da bambine: un gioco di ruolo estremo in cui lei interpreta la madre di Tilda e Petula interpreta invece il medico che deve visitarle. 
Le due ragazze non possono in alcun modo lasciare la casa, sono costrette a subire torture fisiche e psicologiche e iniziano a ricordare sempre più elementi della loro infanzia, al punto che presente e passato sembrano confondersi l'uno con l'altro. Nel frattempo un detective è sulle tracce delle due fuggitive.

## Produzione
Il film è stato finanziato attraverso un crowdfunding, raccogliendo 1,7 milioni di dollari.

## Distribuzione
Il film è stato presentato per la prima volta al Tribeca Film Festival nell'aprile 2018, per poi essere distribuito nel 2019 nei cinema e in home video.

## Accoglienza

### Pubblico
Il film ha incassato 80.745 dollari al botteghino statunitense.

### Critica
Sull'aggregatore Rotten Tomatoes il film riceve l'88% delle recensioni professionali positive con un voto medio di 7,3 su 10 basato su 24 critiche.